# Neoperla darlingi
Neoperla darlingi är en bäcksländeart som beskrevs av Bill P.Stark och Ignac Sivec 2007. Neoperla darlingi ingår i släktet Neoperla och familjen jättebäcksländor. Inga underarter finns listade i Catalogue of Life.